# Pedro María Ramírez Ramos
Pedro María Ramírez Ramos, más conocido como el mártir de Armero (La Plata, 23 de octubre de 1899-Armero, 10 de abril de 1948), fue un sacerdote colombiano que murió víctima del furor revolucionario del famoso 9 de abril. En la Iglesia católica es considerado beato. 
El 7 de junio de 2017, el papa Francisco firmó el decreto que reconoce el martirio del presbítero. Posteriormente fue declarado beato el 8 de septiembre de 2017 durante la Visita del papa Francisco a Colombia, en la ciudad de Villavicencio.

## Biografía

### Infancia
Pedro María Ramírez Ramos nació el 23 de octubre de 1899 en el municipio de La Plata (Huila), Colombia, en el seno de una familia conservadora. Siendo sus padres  Ramón Ramírez e Isabel Ramos. Gonzaga de Elías (Huila).

### Formación sacerdotal
Con el deseo de ser sacerdote ingresó al seminario de María Inmaculada en Garzón el 4 de octubre de 1915, donde recibió las órdenes menores en 1917. Por dudas vocacionales se retiró del seminario en 1920. Ocho años más tarde regresó al seminario pero en esta ocasión al de Ibagué (Tolima), donde en 1931 es ordenado sacerdote. El obispo de Ibagué, Pedro Martínez, le nombra primeramente párroco de Chaparral, en 1931, luego de Cunday, en 1934. Hacia el 1943 se encuentra como párroco de Fresno y finalmente hacia 1948 en Armero.

### El 9 de abril
Estaba visitando unos enfermos en el hospital cuando estalla en Colombia una revolución ocasionada por el asesinato de Jorge Eliecer Gaitán, candidato a la presidencia de la República, era el 9 de abril de 1948. Armero no escapó de las revueltas que se presentaron a lo largo y ancho del país por los simpatizantes de Gaitán, sin embargo la situación se escapó de las manos de todos, se desató una guerra entre liberales y conservadores. En Armero algunos asesinos aprovecharon las circunstancias para sembrar la violencia. Cuando el sacerdote regresaba a su casa, sintió los gritos de la turba y se refugió en la iglesia.

### Martirio
Estando en la iglesia, el padre Pedro fue animado por las monjas, que tenían su convento al lado de la misma, a huir durante la noche con la ayuda de algunas familias de la ciudad, a lo que se negó diciendo que el pueblo necesitaba de él. El 10 de abril, hacia las cinco de la tarde, una multitud de personas entró en la iglesia, profanando el templo y pidieron a las monjas y al padre Pedro que entregaran unas supuestas armas que tenían escondidas en el convento. Al no encontrar nada, sacaron al sacerdote y en el centro de la plaza lo asesinaron a machetazos.
El cuerpo del padre Pedro quedó expuesto en la plaza toda la noche porque ninguno se atrevía a recogerlo por el temor de correr la misma suerte. A media noche los asesinos recogieron el cuerpo y lo tiraron en una cuneta a la puerta del cementerio. No fue sepultado sino un día después, sin sotana y sin cajón, impidiendo que los fieles le rindieran cristiana sepultura.
El 21 de abril llegaron a la ciudad las autoridades para poner orden. Permitieron que se hiciera la autopsia al cuerpo del padre Pedro y se le diera una sepultura más respetuosa. Pasados veintidós días llegaron sus familiares a reclamar el cuerpo y lo trasladaron a su tierra natal.
Se comenta popularmente que el sacerdote lanzó una maldición al pueblo de Armero, el cual 37 años después fue borrado del mapa por una avalancha. La zona de tolerancia del pueblo y el cementerio fueron los únicos sitios intactos tras la tragedia, quizá en agradecimiento del espíritu del sacerdote a las prostitutas de aquel entonces que fueron benévolas con él al darle una primera sepultura, desnudo y apenas con un improvisado cajón. Sin embargo, también encontramos en los testimonios religiosos información que contradice esta pretensión popular sobre la maldición: las últimas palabras del mártir fueron ”Padre, perdónalos. Todo por Cristo”, también ratificado en los testimonios de algunos presentes en los hechos narrados, los cuales afirman igualmente que el padre antes de morir no profirió ninguna maldición.

## Onomástico y culto público

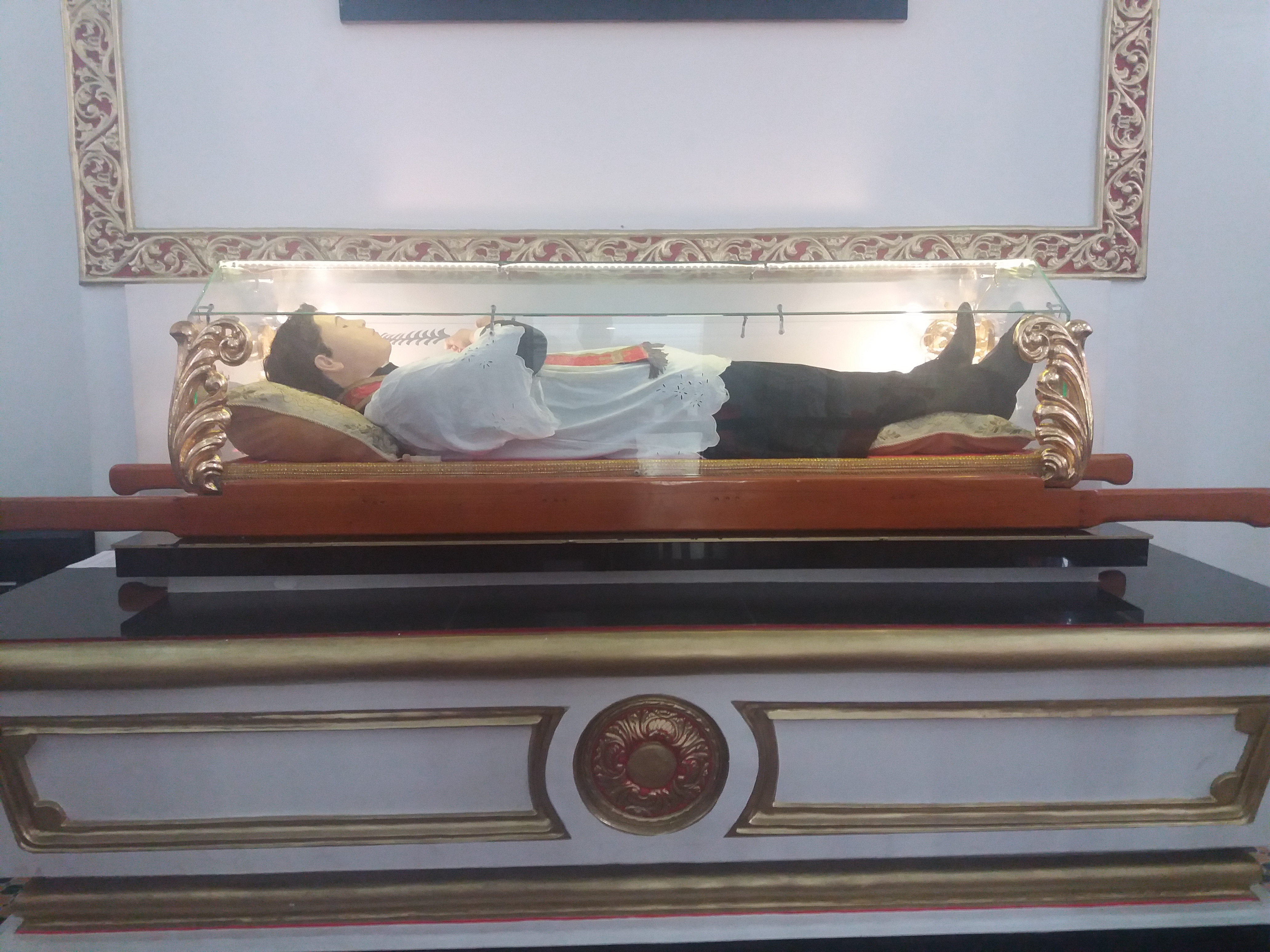
Reliquia del beato, para la veneración pública.

En el Huila es conocido como el mártir de Armero. Su última morada es el mausoleo de la familia Ramírez, en el cementerio de La Plata, donde se encuentran sus restos mortales; dicho mausoleo se ha convertido en un lugar de peregrinación para muchas personas de la región. Desde el año 2017, antes de su beatificación, sus restos fueron trasladados a una de las capillas de la iglesia principal de la Plata. Los restos del beato están para la veneración pública.   
El padre Ramírez goza de una grande simpatía en su tierra natal, La Plata (Huila) y en la Diócesis de Garzón, por lo que se inició el proceso de beatificación, para obtener la declaración del martirio, la cual fue admitida por la Santa Sede el 7 de junio de 2017, junto con la del obispo Mons. Jesús Emilio Jaramillo Monsalve.

### Conmemoración y peregrinación 24 de octubre

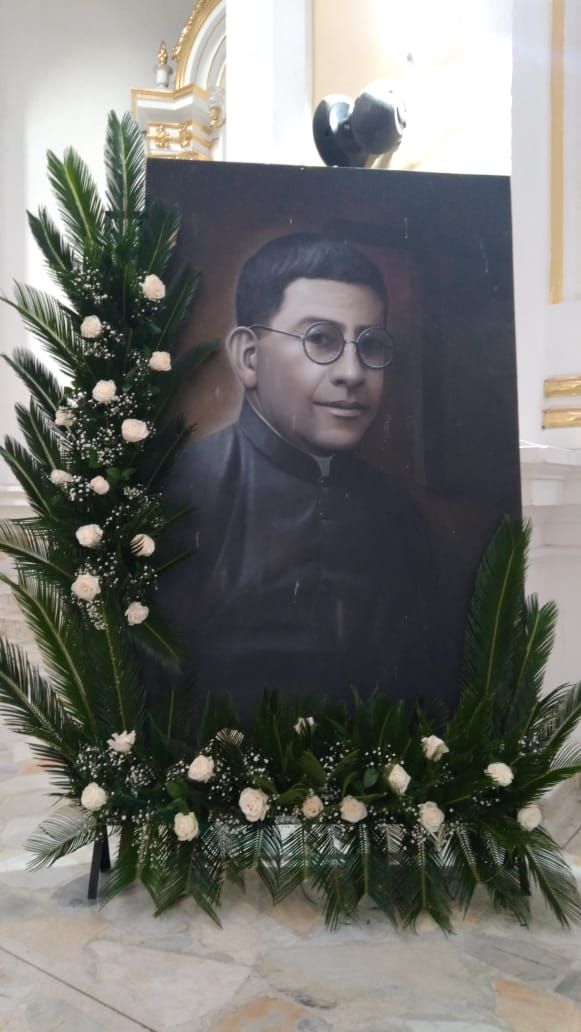
Beato Pedro María, imagen presentada en la celebración de beatificación.

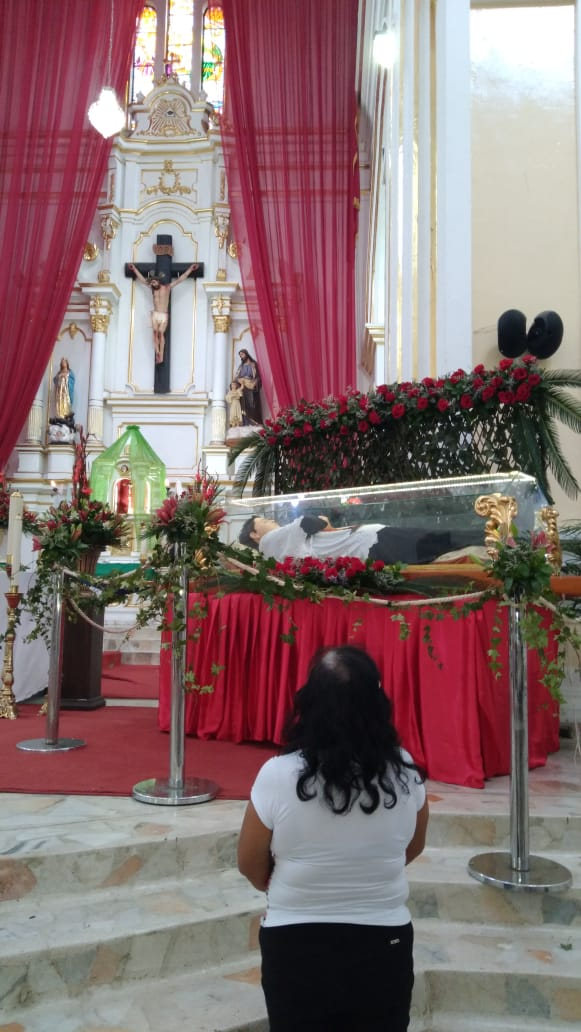
Exposición de la reliquias del beato

Desde que fue nombrado por el papa Francisco el padre Pedro María como beato, la devoción ha aumentado año por año. Desde diversas parte de la geografía colombiana, se disponen en devocional peregrinación a visitar las reliquias del beato, a participar de la celebración de acción de gracias por los favores recibidos, a colocar en manos del beato la necesidades solicitando su intercesión, pero principalmente a participar en las eucaristías que a lo largo del día se programan. Los peregrinos expresan con gran fe su admiración por el beato como también por su clara convicción que el camino iniciado por el padre Pedro María, a través de la entrega absoluta a "mi amito", es el testimonio fidedigno de seguimiento a Jesús, nuestro salvador.

### Beatificación
Su beatificación se celebró el 8 de septiembre de 2017 en Villavicencio (Meta), con motivo de la Visita del papa Francisco a Colombia.